# Pons-Winneckes komet
Pons-Winneckes komet eller 7P/Pons-Winnecke är en periodisk komet.
Jean-Louis Pons (Marseille) var den som ursprungligen upptäckte kometen 12 juni 1819. Den blev senare återupptäckt av Friedrich August Theodor Winnecke (Bonn) den 9 mars 1858. Den tros vara ursprunget till ett meteorregn som är synligt under senare delen av juni. Dess kärna uppskattas till 5,2 km i diameter.
Pons-Winnecke har en omloppstid på 6,37 år. Dess perihelium ligger 1,3 AU från Solen och dess aphelium 5,6 AU, bortom Jupiters omloppsbana. Den passerade 6 000 000 km (0,04 AU) från jorden i juni 1927 och 16 000 000 km (0,1 AU) under 1939, men kommer inte att komma så nära igen under 2000-talet. Dess omloppsbana har flyttats ut i solsystemet på grund av påverkan från Jupiters gravitation och dess tillhörande meteorregn har blivit svagare.